# Сідіма
Сідіма́ (рос. Сидима) — селище у складі району імені Лазо Хабаровського краю, Росія. Адміністративний центр та єдиний населений пункт Сідіминського сільського поселення.
Стара назва — Мала Сідіма.

## Населення
Населення — 767 осіб (2010; 968 у 2002).
Національний склад (станом на 2002 рік):
- росіяни — 82 %